# Progetti Aeroporto Estuario del Tamigi

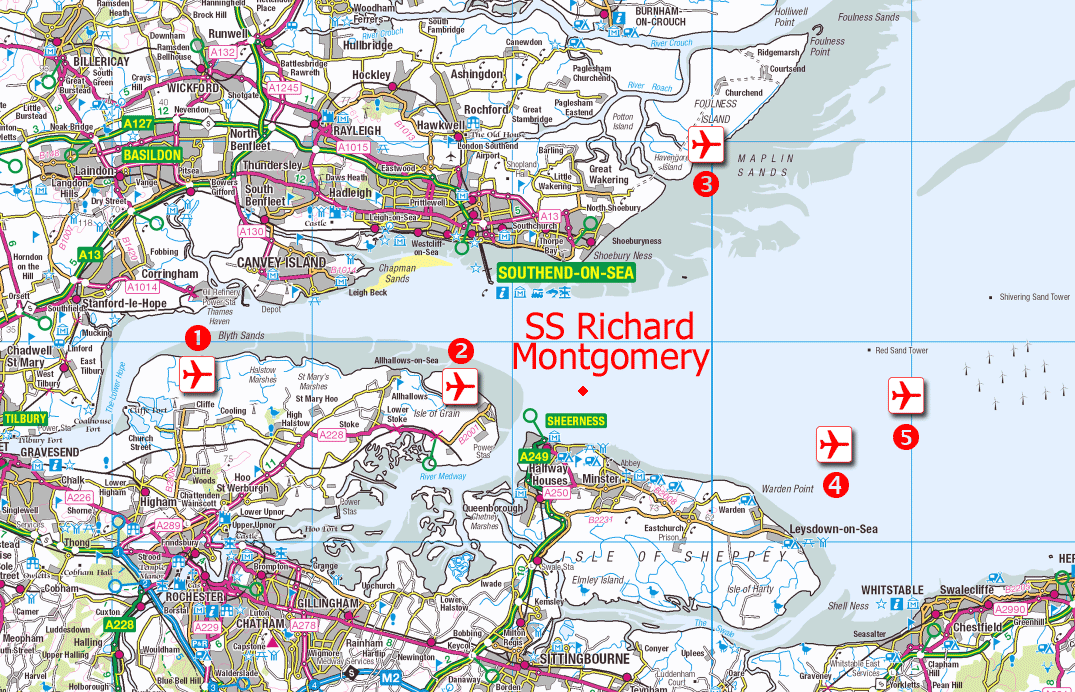
1. Cliffe 2. Isle of Grain 3. Maplin Sands 4. e 5. Isole artificiali al largo dell'Isola di Sheppey.

Il nome Thames Estuary Airport (Aeroporto Estuario del Tamigi) è usato per indicare i diversi progetti per un nuovo aeroporto situato alle foci del fiume inglese. Questi progetti, più o meno sviluppati, si sono succeduti a partire dagli anni settanta nel contesto del sempre crescente traffico aereo convergente verso la vicina Londra.
Il proliferare di numerose visioni riguardo a un futuro aeroportuale per l'estuario è principalmente dovuto alle caratteristiche non sempre favorevoli degli esistenti aeroporti della capitale britannica (Heathrow, Gatwick, Stansted e i più piccoli Luton, London City Airport e Southend), che presentano in particolare problemi legati alla propria posizione (eccessiva vicinanza a zone abitate, necessità di approcci a bassa quota sopra la città).
Le principali proposte avanzate in più di cinquant'anni riguardano cinque aree specifiche della zona in questione: una a nord, nelle Maplin Sands fuori dalla Foulness Island; tre nel Kent, sulla sponda sud (specificatamente intorno al villaggio di Cliffe, nella Isle of Grain e nella Isola di Sheppey) e una al largo della stessa Isola di Sheppey, dove sarebbe possibile, secondo più progetti diversi, la costruzione di un'isola artificiale, su cui collocare poi l'aeroporto.
Fino a oggi nessuno di questi progetti è stato realizzato per motivi economici e politici, ma alcuni di essi sono ancora al centro del dibattito nella scena politica britannica, grazie anche al sostegno del sindaco londinese Boris Johnson per uno sviluppo del traffico aereo lontano dalle zone più popolate dell'area urbana della capitale. Maggiormente sotto i riflettori sono i progetti chiamati rispettivamente London Britannia Airport (su un'isola artificiale, già bocciato nel 2009 ma rilanciato nel novembre del 2013) e Thames Hub Airport (sulla Isle of Grain, proposta dalla Foster+Partners nel luglio 2013 e ancora non esaminata dalla UK's Airports Commission).

## Contesto

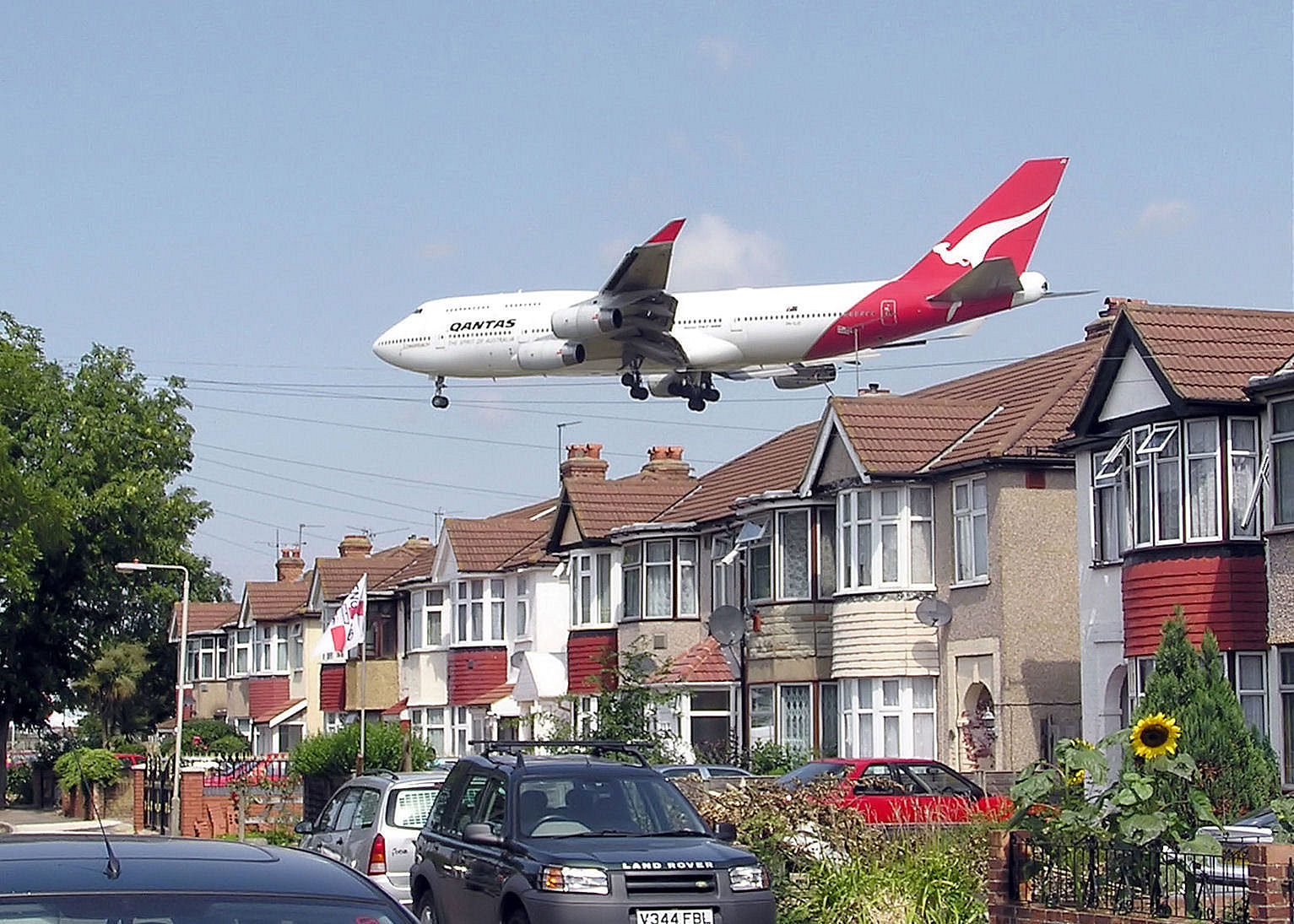
Un Boeing 747 della Qantas nelle fasi finali dell'approccio a Heathrow

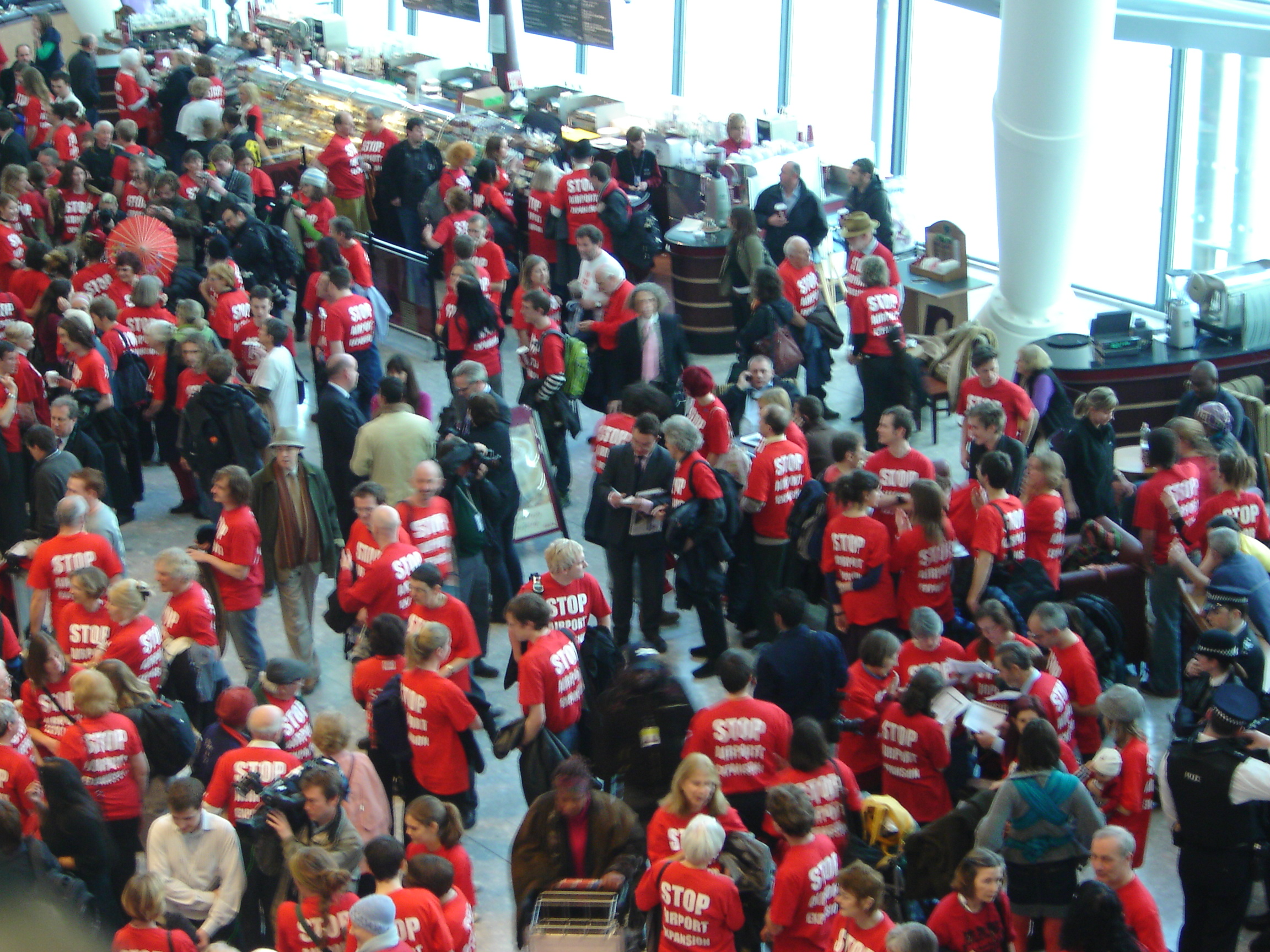
Manifestazione contro l'espansione di Heathrow

Londra attualmente conta sei aeroporti internazionali (e numerosi altri aeroporti locali), che compongono il sistema aeroportuale più trafficato al mondo per numero di passeggeri (quasi 135 milioni nel 2012 secondo i dati dell'Airports Council International, più di 22 milioni in più di New York, seconda città in classifica). Questi sono:
| Nome                    | Città                 | Distanza rispetto al centro | Posizione rispetto al centro | Passeggeri   | Percentuale di passeggeri | Tonnellate di merci | Numero di terminal | Numero di piste |
| ----------------------- | --------------------- | --------------------------- | ---------------------------- | ------------ | ------------------------- | ------------------- | ------------------ | --------------- |
| London Heathrow Airport | Londra                | 22 km                       | ovest                        | 70.0 milioni | 51.88 %                   | 1,484,351           | 5                  | 2               |
| Gatwick Airport         | Crawley               | 48 km                       | sud                          | 34.2 milioni | 25.36 %                   | 88,085              | 2                  | 2               |
| London Stansted Airport | Stansted Mountfitchet | 64 km                       | nordest                      | 17.5 milioni | 12.94 %                   | 202,593             | 1                  | 1               |
| Luton Airport           | Luton                 | 57 km                       | nord                         | 9.6 milioni  | 7.12 %                    | 27.905              | 1                  | 1               |
| London City Airport     | Londra                | 11 km                       | est                          | 3.0 milioni  | 2.23 %                    | 0                   | 1                  | 1               |
| London Southend Airport | Rochford              | 64 km                       | est                          | 0.6 milioni  | 0.45 %                    | 6                   | 1                  | 1               |

Il crescente traffico da e per la capitale rende necessario a breve un nuovo sviluppo delle infrastrutture aeroportuali che comprenda almeno una nuova pista entro il 2030 e una ulteriore per il 2050. In questo ambito vi sono più progetti per l'espansione di Heathrow (una terza pista a nord, nord-ovest o sud-ovest, che sarebbe usufruibile a partire dal 2025 più un'altra da costruire in un secondo tempo), di Gatwick (il progetto per una seconda pista pronta per il 2025 è già stato depositato per essere valutato) e di Stansted (che arrivano a parlare di un aeroporto da 160 milioni di passeggeri annui con quattro piste).
Nessun progetto per l'aumento del numero di piste è stato finora approvato.
Importante rimarcare come l'impatto di queste soluzioni non lascino indifferente l'opinione pubblica e le persone che vivono e lavorano vicino alle aree aeroportuali. L'espansione dei tre aeroporti è fortemente contrastata per motivi ambientali, di impatti sul territorio, di inquinamento acustico e di impatto sulle comunità locali, che verrebbero sottoposte a numerosi sfratti e che, mal sopportando gli inconvenienti di vivere vicino a un aeroporto, non sono pronte a vedere questi inconvenienti aumentati di pari passo con l'aumento della capacità della struttura.

## Fonti
- https://www.parliament.uk/briefing-papers/SN04920/aviationproposals-for-an-airport-in-the-thames-estuary-1945201
- http://hansard.millbanksystems.com/lords/1971/apr/26/the-third-london-airport-foulness-site Archiviato il 7 luglio 2009 in Internet Archive.
- http://webarchive.nationalarchives.gov.uk/20100513020716*http://www.dft.gov.uk/about/strategy/whitepapers/air/docs/lopmentofairportcapacity5669.pdf[collegamento interrotto]
- http://news.bbc.co.uk/2/hi/uk_news/england/london/8314507.stm
- https://www.standard.co.uk/news/boris-island-airport-would-cause-european-flight-chaos-say-airlines-6731377.html
- https://www.dailymail.co.uk/travel/article-2088318/Boris-Island-Thames-Estuary-airport-plan-included-official-Government-consultation.html
- http://www.fosterandpartners.com/projects/thames-hub/
- https://www.bbc.com/news/uk-england-19341607
- http://www.heathrowairport.com/static/Heathrow/Downloads/PDF/a-new-approach_LHR.pdf Archiviato il 12 maggio 2014 in Internet Archive.
- https://www.bbc.com/news/uk-england-23410288
- https://www.telegraph.co.uk/finance/newsbysector/transport/10190194/Stansted-four-runway-expansion-would-cost-10bn.html
- http://www.stopstanstedexpansion.com
- http://www.itv.com/news/update/2013-12-17/gatwick-expansion-plans-would-afflict-30k-local-people/
- https://web.archive.org/web/20131606495600/http://www.greenpeace.org.uk/blog/climate/10-reasons-to-stop-heathrow-expansion
- https://www.dft.gov.uk/mca/2000_survey_report_montgomery.pdf
- https://www.dft.gov.uk/mca/mca_survey_report_08_final_version.pdf
- https://www.bbc.com/news/uk-england-17513286